# Krabathor
A Krabathor egy 1984-ben alapított cseh death metal zenekar.

## Története
1984-ben alakultak meg Stare Mesto-ban. Az eredeti felállás a következő volt: Christopher - éneklés, Bruno - dobok, éneklés, Necro - basszusgitár, Baja - gitár. Nevüket a "Krabat" című regény főhőséről kapták. 1987-től 1990-ig "Krabator" írásmóddal szerepeltek, később tették bele a "h" betűt. Az Encyclopaedia Metallum weboldal szerint a zenekar többször is nevet változtatott: 1984-től 1985-ig "Monster" volt a nevük, 1986-ban Hever-re változtatták, ugyanebben az évben S.A.M. lett az együttes neve, 1986-tól 1987-ig "Bastr" néven tevékenykedtek, 1987-től 1990-ig "Krabator" volt a nevük. Első nagylemezüket 1992-ben adták ki. Lemezeiket a "System Shock" kiadó dobja piacra. Az együttes diszkográfiája hét demót, öt split lemezt, hat nagylemezt, egy koncertalbumot, négy válogatáslemezt, egy videóalbumot és két EP-t tartalmaz. Az eredeti felállásból mára már csak Christopher és Bruno maradtak.

## Tagok
- Petr Krystof ("Christopher") - gitár, ének (1984-2006, 2013-)
- Bronislav Kovarík ("Bruno") - basszusgitár, ének (1986-1987, 1991-1998, 2013-), dobok (1988-1990)
- Peter Hlevac ("Pegas") - dobok (1993-1996, 2013-)

Korábbi tagok
- René Hílek ("Hire") - gitár (1991-1992)
- Martin Mikulec ("Trachta") - gitár (1990, 1993)
- Paul Speckmann (ex-Master, Speckmann Project) - basszusgitár, ének (1999-2005)
- Radek Kutil ("Baja") - gitár (1988-1990)
- Petr Kopecek ("Kopec") - dobok (1990-1993)
- Jíri Novák ("Necron") - basszusgitár (1988-1990)
- Roman Podskubska ("Mysák") - basszusgitár (1984-1986, 1988)
- Ludek Havranek ("Havran") - dobok (1984-1987, 1987-1988, 1989)
- Libor Libanek ("Skull") - dobok (1996-2004)

## Diszkográfia

### Stúdióalbumok
- Only Our Death is Welcome… (1992)
- Cool Mortification (1993)
- Lies (1995)
- Orthodox (1998)
- Unfortunately Dead (2000)
- Dissuade Truth (2003)

### Középlemezek
- The Rise of Brutality (1995)
- Mortal Memories (1997)

### Demók
- Breath of Death (1988)
- Total Destruction (1988)
- Brutal Death (1988)
- Pocity Detronizace (1991)
- Feelings of Dethronization (1991)
- Promo (1993)
- The Rise of Brutality (1994)

### Split lemezek
- Death Metal Session II. (1988)
- Ultra Metal Vol. II (1992)
- An International Compilation Thrash/Death Tape (1993)
- The Rise of Brutality/Pain (1996)
- The Rise of Brutality/Already Dead (2000)

### Koncertalbumok
- Rebirth of Brutality: Live in Uherské Hradisté (2015)

### Válogatáslemezek
- Promo Tape (1994)
- 1992–1995 (1996)
- 20 Years of Madness (2005)
- Lies + The Rise of Brutality / Orthodox + Mortal Memories (2014)

### Videóalbumok
- Night of Terror (1995)